# Jeanne Forainová
Jeanne Forainová, rozená Bosc (25. ledna 1865, Paříž, Francie – 17. června 1954, Le Chesnay, Francie) byla francouzská postimpresionistická malířka a loutkářka. Byla manželkou malíře a karikaturisty Jeana-Louise Foraina.

## Životopis
Jeanne Forain se narodila v pařížské čtvrti Marais. Její otec Michel Bosc učil francouzštinu, latinu a řečtinu na Collège Rollin. Během francouzsko-pruské války v roce 1870 se její rodina přestěhovala do Auvers-sur-Oise, kde zůstala několik let. Tam se mladá Jeanne Bosc setkala s Camille Pissarrem, který povzbudil její rodiče, aby jí umožnili studovat umění. Po návratu rodiny do Paříže 18letá Jeanne Bosc studovala u různých učitelů včetně Louise Abbémy.
Vdala se za Jeana-Louise Foraina v roce 1891. Ona a její manžel hodně cestovali, po Evropě a jinde, v roce 1893 navštívili USA a Konstantinopol, Svatou zemi a v roce 1913 Egypt. Jejich jediné dítě, syn jménem Jean-Loup, se narodil v roce 1895.

## Dílo
Jeanne Forain se specializovala na portréty, hlavně portréty dětí. Její styl ovlivnili malíři Velázquez, Quentin de la Tour a William Hogarth. V roce 1889 vystavovala pastelový portrét s názvem Hlava mladé dívky na pařížském Salon de la Société des artistes français a od roku 1890 se účastnila výstavy Société Nationale des Beaux-Arts (Národní společnost krásného umění). Malovala svou rodinu, přátele z literárních a uměleckých kruhů. V roce 1904 Henri de Régnier napsal André Gideovi, že Jeanne Forain namalovala portrét Pierra Louÿse. Kritik Armand Dayot napsal v roce 1921, že „byla excelentní ve vyjádření ... prvních myšlenkových pohybů, prvních chvění duše“.
V roce 1904 Jeanne Forain potkala skupinu loutkářů, jejichž vůz spadl do příkopu na silnici poblíž Deauville. Pozvala je do svého domu na ulici Spontini v Paříži, kde pro ně uspořádala benefiční představení. Tato zkušenost ji vedla k vytvoření vlastního loutkového divadla, které nazvala Théâtre des Nabots. Jeanne vyřezávala většinu hlav a těl loutek, zatímco její přítelkyně šily kostýmy pro přibližně 80 postav, představujících tanečníky, princezny, žongléry a další postavy. Jedna z hlaviček loutky představující mladou tanečnici byla připsána Edgaru Degasovi, který byl blízkým přítelem Jeanne Forain a jejího manžela. Výtěžek z loutkových představení dávala Jeanne na nákup oblečení pro chudé pařížské děti. Mnoho z loutek později získal francouzský loutkář Jacques Chesnais a byly prodány v aukci v roce 2014.
Jeanne Forain zemřela v roce 1954 ve francouzském Le Chesnay. Musée Carnavalet, Centre national des arts plastiques a Musée du Petit Palais mají její díla ve vlastnictví. První komplexní samostatná výstava děl Jeanne Forain se konala v létě 2016 v Musée Alfred-Canel a ve Pont-Audemer ve Francii.